# Aongstroemia heteromalla
Aongstroemia heteromalla är en bladmossart som först beskrevs av Hedwig, och fick sitt nu gällande namn av C. Müller 1848. Aongstroemia heteromalla ingår i släktet Aongstroemia och familjen Dicranaceae. Inga underarter finns listade i Catalogue of Life.